# Depósito (contrato)
Depósito é uma modalidade de contrato onde uma parte, denominada depositante, entrega coisa móvel a outra pessoa, chamada de depositário, para que esta guarde até que o depositante a reclame. É regulado pelos artigos 627 a 652 do Código Civil brasileiro.

## Espécies
O depósito pode ser voluntário ou necessário.
O depósito voluntário ocorre por livre iniciativa das partes, podendo ser gratuito ou oneroso. Já o depósito necessário decorre de previsão legal ou em virtude de alguma calamidade que será chamado de Depósito Miserável.

## Depositário infiel
Chama-se depositário infiel aquele que se desfaz da coisa que lhe foi confiada. Os artigos 652 do Código Civil brasileiro e 5° da Constituição Federal de 1988 prevêem a prisão como pena para o depositário infiel. Entretanto, com base no Pacto de San José da Costa Rica, conhecido como Convenção Americana sobre Direitos Humanos de 1969, da qual, o Brasil passou a fazer em parte em 1992, o depositário infiel não poderá ser preso, devendo responder ao processo em liberdade.
O entendimento foi reforçado pela Súmula Vinculante 25 do Supremo Tribunal Federal e na Súmula 419 do Superior Tribunal de Justiça